# Grete Knudsen
Grete Knudsen (født 13. oktober 1940 i Bergen, død 5. december 2023) var en norsk politiker (Ap). Hun tog lærerskoleeksamen i 1963. 1963–80 var hun henholdsvis lærer, inspektør og rektor ved forskellige skoler i Bergen. Samtidig fuldførte hun universitetsstudier i specialpædagogik, og blev adjunkt i 1975. Hun fik tre børn. 

## Karriere
I 1979 blev Grete Knudsen hentet ind som statssekretær af Einar Førde. Knudsen var valgt til Stortinget fra Hordaland fylke for perioderne 1981-2001. Hun var socialminister og handelsminister i Regeringen Gro Harlem Brundtland III og erhvervsminister i Regeringen Thorbjørn Jagland og Regeringen Jens Stoltenberg I. Hun var central i forhandlingerne om norsk medlemskab i EU i 1994, men mislykkedes i at skabe en ja-stemning i folket. Som kendt blev det nej igen, ligesom ved afstemningen i 1972.
Efter fem perioder på Stortinget og mange år i regering, trak Knudsen sig fra nominationskampen i 2001. For at slippe for at blive smidt ud, trak hun sig også fra Aps centralstyre. Efter tyve år på politikkens højder - også som betroet statsråd hos statsministrene Gro Harlem Brundtland, Thorbjørn Jagland og Jens Stoltenberg - var hendes fald ligeså enormt som hendes svig. 

## Faldet
Sammen med den tidligere borgmester i Bergen, Bengt Martin Olsen, gik Knudsen forretningsmanden Carl Fredrik Seims ærinde og tjente store beløb, da han overtog værftet Mjellem & Karlsen og nedlagde mere end 300 af Bergens industriarbejdspladser. Knudsen forrådte dertil sit eget parti, der kæmpede hårdt for at få en ny fregatdok på den militære flådebase Haakonsvern i Bergen. Knudsen kendte udmærket til kampen; alligevel gik hun i Aps centralstyre imod en ny dok på Haakonsvern, uden at oplyse om, at hun var købt og betalt af Carl Fredrik Seim, der ville have fregatterne i sin egen dok. Da sammenhængen gik op for Aps repræsentantskab i Bergen, førte det til en afskyerklæring om hendes illoyale optræden. 
Midt i valgkampen i 2013 udgav Knudsen sin selvbiografi Basketag. Det fik Ap-politikeren Martin Kolberg til at udbryde: "Hun har onde hensigter!" før han tog til genmæle mod hendes beskrivelse.  Knudsen, der lige var kommet på fode efter en alvorlig kræftsygdom, sagde, at hun "ikke havde ventet sig andet fra ham".  Stoltenberg og Jonas Gahr Støre afstod fra at kommentere bogen. 
Grete Knudsen kom også på kant med Stortingets pensionsordning, idet hun hævede stortingspension parallelt med, at hun saltede penge ned i et aktieselskab. Stortingspensionen gav hun dog afkald på, efter at Stortingets direktør Hans Brattestå udtalte, at hun havde bragt pensionsordningen i vanry. Stortingspræsident Kirsti Kolle Grøndahl sagde: "Det er ikke kønt at se en gammel Ap-radikaler manøvrere sig ind i rækken af kyniske skatteplanlæggere." "Knudsen ødelægger Aps valgkamp," sagde Anne-Grete Strøm-Erichsen sommeren 2003. "Folk reagerer stærkt på Mjellem & Karlsen-sagen. Det gør jeg også."  Forretningsmanden Carl Fredrik Seim blev senere idømt 4 års fængsel for underslæb af 1,5 millioner kroner og bedrageri for mere end 50 millioner. 

## Ekstern henvisning
- Stortinget.no – Biografi